# Ischnura dorothea
Ischnura dorothea là một loài chuồn chuồn kim trong họ Coenagrionidae.
Ischnura dorothea được miêu tả khoa học năm 1925 bởi Fraser.